# Srdela
 Ovo je glavno značenje pojma Srdela. Za klapu iz Makarske pogledajte Klapa Srdela.
Srdela (lat. Sardina pilchardus) je morska riba iz porodice haringi (Clupeidae). U Hrvatskoj je još poznata kao sardina, srđela, šardela, a ponegdje kao štijavica ili žir.

## Opis
Srdela je riba izdužena tijela koje je na bokovima spljošteno. Gornji dio tijela je modrozelenkast, a prema donjem boja prelazi u srebrnastu. Uzduž bokova se proteže modra boja. Na bokovima ima nekoliko crnih mrlja, a na škržnim preklopcima urez nalik na zvijezdu. Tijelo joj je prekriveno povelikim ljuskama. Srdela naraste najviše do 25 cm duljine i 8 dkg težine, dok je prosječna težina oko 3 dkg.

## Rasprostranjenost
Srdela se može naći u istočnom dijelu Atlantika između Islanda i Senegala. Uobičajena je riba u Sredozemnom moru, pogotovo na zapadu Sredozemlja, Jadranu i Crnom moru.
Pelagijska je riba, što znači da je stalno u pokretu tako da nema stalna boravišta ili dubine na kojima živi. Njena koncentracija u Jadranu je najveća oko zapadne obale Istre, lošinjski arhipelag, istočno od otoka Olib, vanjska strana Dugog otoka, Paklinski otoci, Vis i Palagruža, te južni kraj obale Pelješca i otoci Mljet i Lastovo. 

## Način života i ishrana
Srdela se u pravilu kreće u plovama, nema stalno prebivalište, ali se ponajviše zadržava iznad ljušturastog, koraljastog i kamenitog dna ili onog obraslog algama. Hrani se planktonom i ostalim sitnim morskim organizmima.

## Razmnožavanje
Srdele se mrijeste u hladnijim zimskim mjesecima kad se povlače dalje od obale u dubinu mora. Ispuštaju ogromne količine jajašaca koja plutaju površinom mora. U tim mjesecima ih je teško loviti.

## Gospodarska vrijednost
Srdela se smatra kraljicom riba. Spada u plave ribe i bogata je nezasićenim aminokiselinama omega-3 i omega-6 pa je vrlo zdrava. Ukusnog je mesa, lako probavljiva, bogata bjelančevinama, ugljikohidratima, mastima, vitaminima, posebice vitaminima A, D i E te mineralima. Vrlo je tražena jer je među najjeftinijim ribama koje se mogu nabaviti svježe. Često se konzervira, a tako konzerviranu u Hrvatskoj je nazivaju sardina. U primorskim krajevima se usoljava a tako usoljena velika je poslastica. Najčešće se lovi mrežama plivaricama. Zauzima oko 60 posto cjelokupnog izlova ribe na Jadranu.

## Vanjske poveznice
- Srdela - najvažnija riba Jadrana  Arhivirana inačica izvorne stranice od 22. veljače 2014. (Wayback Machine) (pristupljeno 6. veljače 2014.)

|  | Zajednički poslužitelj ima još gradiva o temi Srdela |
|  | Wikivrste imaju podatke o taksonu Srdela             |